# Klubi Sportiv Burreli
El Klubi Sportiv Burreli es un club de fútbol albanés de la ciudad de Burrel, en el condado de Dibër.
Fundado en 1952 bajo el nombre "KS 31 Korriku Burrel", participó por primera vez en la Primera División albanesa en 1982. Actualmente juega en la Kategoria e Parë.

## Historia
El club fue fundado en 1928, pero no fue un club organizado hasta 1935 bajo el nombre de Deja Burrel. El nombre se cambió en 1945 a 31 Korriku Burreli, cambió de nuevo en 1951 a Puna Burrel. Entre 1958 y 1991 el club pasó a llamarse 31 Korriku Burrel antes de cambiar a su nombre actual Burreli.
El club compitió en las ligas inferiores de Albania hasta 1981, cuando participó por primera vez en la Kategoria Superiore. Pero fueron relegados en su primera temporada en la máxima categoría después de terminar en la parte inferior de la tabla durante la temporada 1981–82. Regresaron a la primera división después de solo una temporada en la Kategoria e Parë. Descendió nuevamente por segunda vez en el espacio de solo dos años después de terminar en el fondo de la tabla, con solo 20 puntos.